# Terricola liechtensteini
Microtus (Terricola) liechtensteini (норик Ліхтенштайна) — вид гризунів родини Хом'якові (Cricetidae).

## Таксономічні примітки
Цей вид тісно пов'язаний з Terricola multiplex, і був раніше вважалися синонімами (Wilson and Reeder 2005).

## Поширення
Країни поширення: Австрія, Боснія і Герцеговина, Хорватія, Італія, Сербія, Словенія. Його висотний діапазон від рівня моря до 1700 м. Населяє пасовища, луки, ліси і відкриті лісові галявини, надаючи перевагу відкритим ділянкам зі щільною трав'янистою рослинністю в зрілих лісах. У високих горах він також живе в карликових сосен Pinus mugo, а в прибережних низовинах мешкає на сухих луках, виноградниках і живоплотах.  

## Загрози та охорона
Немає серйозних загроз для цього виду. Зустрічається в природоохоронних територіях.